# سفارت اندونزی در ابوظبی
سفارت اندونزی در ابوظبی یک منطقهٔ مسکونی و نمایندگی سیاسی این کشور در امارات متحده عربی است که در ابوظبی واقع شده‌است.